# Guling (politiskt öknamn)
Guling är ett i socialistiska kretsar använt öknamn på medlem av arbetsgivarvänlig förening, till exempel det av Josef Nilsson 1899 bildade Svenska arbetareförbundet. Namnet har ibland ansetts ha samband med slagordet "Gula faran". Det anses ha sitt ursprung i de kristna arbetarsammanslutningar som uppstod i Frankrike på 1890-talet. Dessa gula fackföreningar sysslande med sparkasseverksamhet och dylikt men ville ej engagera sig i arbetskonflikter. De sammanslöt sig 1904 i Fédération nationale des jaunes. Namnet uppstod därigenom att de valde gult till sin färg, då de inte ville associera sig med de röda fackföreningarna som använde den röda färgen.